# Soy tan biútiful
«Soy Tan Biutiful» es un programa de radio argentino que se emite en radio La Pop 101.5, conducido por La Barby y Sebastián "Pampito" Perelló Aciar.
Desde su primera temporada se emite los sábados a las 22:00 hasta las 00:00 (HOA). En un principio el programa contó con la participación del locutor Gustavo Galván, sin embargo, fue por la primera temporada ya que desde 2022 el locutor forma parte del programa Escuela de sexo.

## Historia
El nombre del programa corresponde a una canción grabada por La Barby en 2010 que llevaba por bandera en el programa La Negra Pop.
En septiembre de 2021 La Barby recibe la propuesta de realizar un programa de Radio con ella como conductora lo cual aceptó.
El 2 de octubre de 2021 Soy tan Biutiful salió al aire por primera ver en Pop 101.5 a las 22:00 con la conducción de Barby, la coconducción de Pampito y como locutor Gustavo Galván.
La Primera temporada tuvo su fin el 18 de diciembre de 2021.
La Segunda temporada comenzó el 8 de enero de 2022, este año sin la participación de Gustavo Galván. 
El programa cuenta con distintos micros como "El Very Important Puto", "Espectáculo" con Pampito y Mensajes de oyentes. Además han tenido invitados como Marina Calabró, Andrea Taboada y Florencia Peña entre otros.

## Equipo
| Equipo                            | Rol         | Temporadas |
| --------------------------------- | ----------- | ---------- |
| La Barby                          | Conductora  | 3          |
| Sebastián "Pampito" Perelló Aciar | Coconductor | 3          |
| Gustavo Galván                    | Locutor     | 1          |

### Invitados

#### Primera temporada
- Martin Cirio - 9/10/2021
- Marcelo Polino 16/10/21
- Graciela Alfano 23/10/2021
- Rocío Marengo 30/10/2021
- Yanina Latorre 06/11/2021
- Marina Calabró - 13/11/2021
- Florencia Peña - 20/11/2021
- Agustín Barajas 27/11/2021
- María Eugenia Rito 04/12/2021
- Andrea Taboada - 11/12/2021
- Andrea Rincón 18/12/2021

#### Segunda temporada
- Mariana Brey 8/01/2022
- Lourdes Sánchez 15/01/2022
- Maite Peñoñori 22/01/2022
- Fanny Mandelbaum 05/02/2022
- Kenny Palacios 12/02/2022
- Karina Iavícoli 12/03/2022
- Franco Torchia 19/03/2022

## Temporadas
| Temporadas | Primera emisión      | Última emisión          |
| ---------- | -------------------- | ----------------------- |
| 1          | 2 de octubre de 2021 | 18 de diciembre de 2021 |
| 2          | 8 de enero de 2022   | 17 de diciembre de 2022 |
| 3          | 7 de enero de 2023   | 29 de diciembre de 2023 |
| 4          | 5 de enero de 2024   | 28 de diciembre de 2024 |
| 5          | 4 de enero de 2025   | En emisión              |